# Арокур су Сеј
Арокур су Сеј (фр. Haraucourt-sur-Seille) насеље је и општина у североисточној Француској у региону Лорена, у департману Мозел која припада префектури Шато Сален.
По подацима из 2011. године у општини је живело 115 становника, а густина насељености је износила 14,23 становника/km². Општина се простире на површини од 8,08 km². Налази се на средњој надморској висини од 220 метара (максималној 324 m, а минималној 199 m).

## Демографија
| 1962. | 1968. | 1975. | 1982. | 1990. | 1999. | 2011. |
| ----- | ----- | ----- | ----- | ----- | ----- | ----- |
| 128   | 139   | 118   | 129   | 136   | 126   | 115   |

График промене броја становника у току последњих година